# Севилски погром
Севилският погром е най-значимия антисемитски погром в историята на Испания и въобще на Пиренейския полуостров. Избухва на 6 юни 1391 г. в Севиля, където са се преселили евреите-сефаради успелите да се спасят от предходните и големия погром в Гранада.
Поводът и за този погром бил тревиален. Неразкрито убийство на момченце от властите, за чието убийство под влиянието на антиюдаистките проповеди на архиепископът Ниебла, озверялата тълпа обвинила местната еврейска общност.
Унесеното в антисемитска омраза простолюдие избило около 7000 еврейски семейства, а другите принудило да се откажат от юдаизма. По този начин голямата местна еврейска общност в Севиля, бягайки се разпръснала из целия полуостров. Впоследствие погромите продължили и спрямо еврейските общности в Кордова, Толедо и някои кастилски градове. Отделно от това евреите затаили нова върху старата омраза към християните, които от времето на Толедските събори ревностно преследвали местните сефаради, пребиваващи на полуострова поне от времето на пуните.
На практика този погром предопределил по-нататъшния ход на историята на евреите на полуострова, който завършил през 1492 г. след прословутия случай със светото дете от Ла Гуардия с изгонването на евреите от Испания. 